# Марія Шуцмаєр
Марія Шуцмаєр (ісп. Maria Schutzmeier, 29 жовтня 1999) — нікарагуанська плавчиня.
Учасниця Олімпійських Ігор 2020 року, де в попередніх запливах на дистанції 100 метрів вільним стилем посіла 43-тє місце і не потрапила до півфіналів.